# JFE Holdings

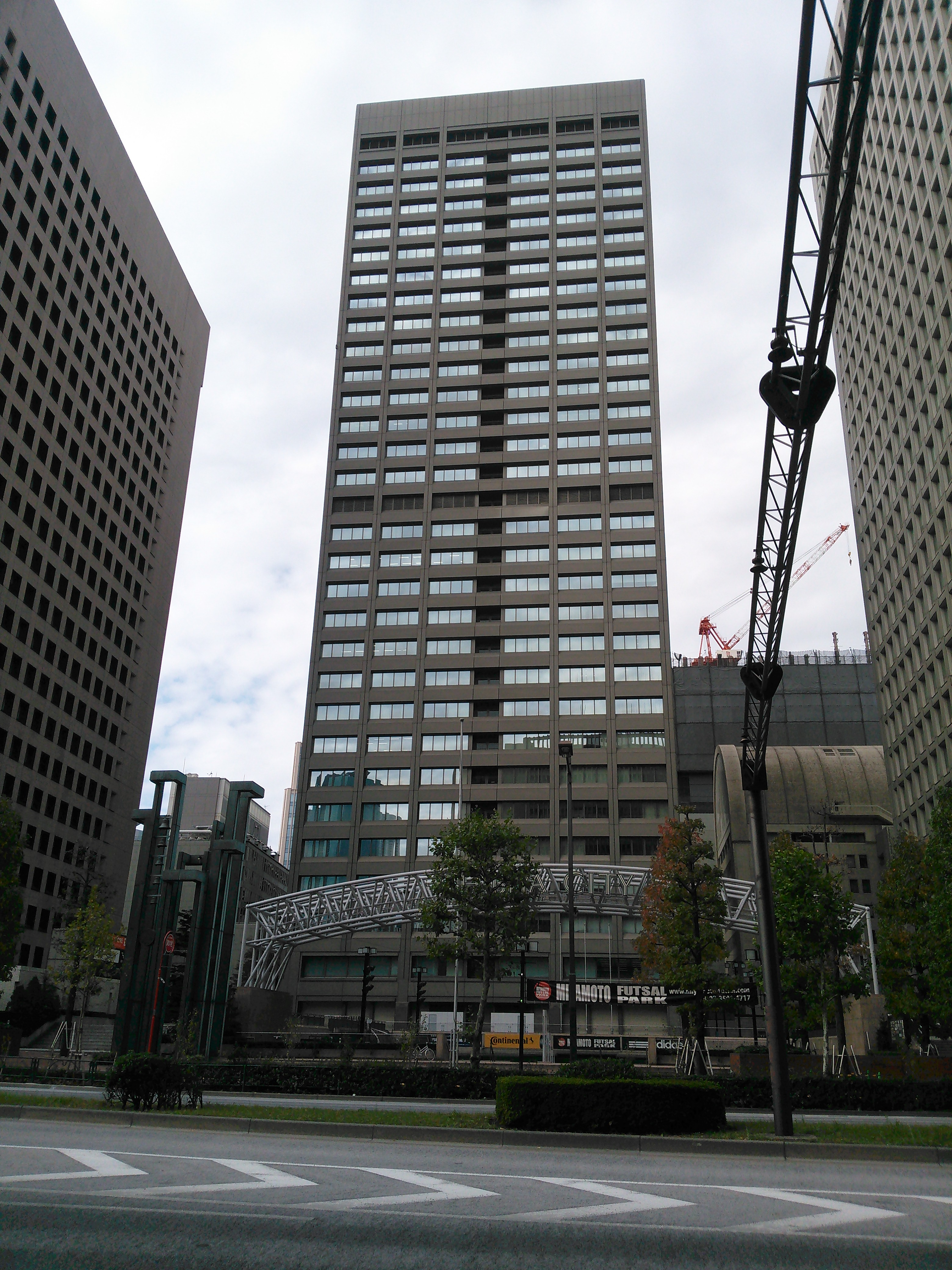
Le siège social de JFE Holdings, Inc.,

Pour les articles homonymes, voir JFE.
JFE Holdings, Inc. (JFE ホールディングス株式会社, Jeiefuī Hōrudingusu Kabushiki-gaisha) (TSE : 5411) est une entreprise japonaise fondée en 2002 par la fusion de NKK (Nihon Kōkan Kabushiki-gaisha) et Kawasaki Steel Corporation (Kawasaki Seitetsu Kabushiki-giasha).